# Lönsås kyrka

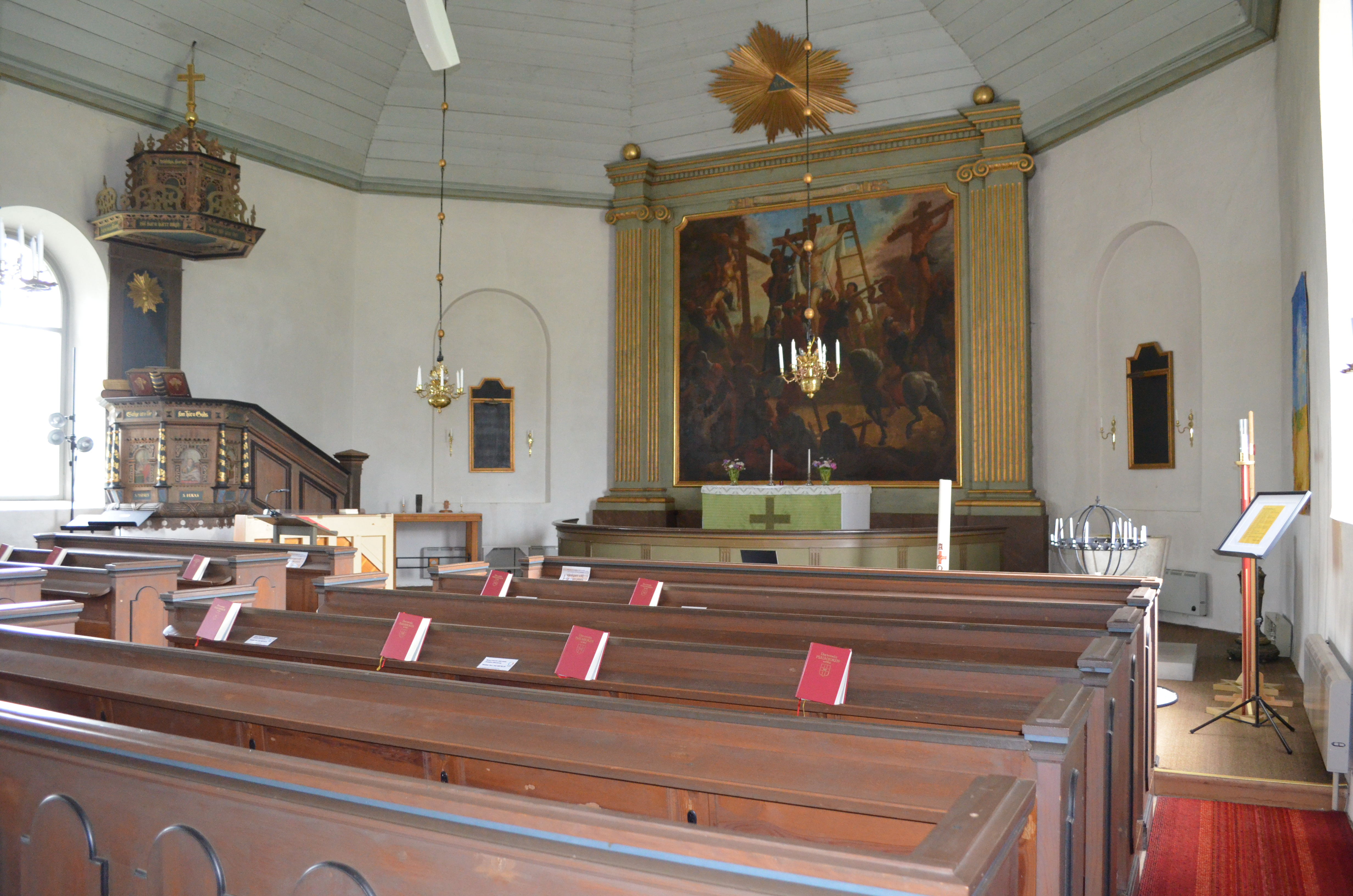
Lönsås kyrkas kyrkosal

Lönsås kyrka är en kyrkobyggnad i Lönsås i Linköpings stift. Den är församlingskyrka i Fornåsa församling.

## Kyrkobyggnaden
Ursprungliga kyrkan i romansk stil uppfördes av kalksten under första hälften av 1100-talet. Kort därefter tillkom kyrktornet. Under 1400-talet försågs kyrkorummet med valv. Åren 1773–1777 breddades kyrkan åt norr och förlängdes åt öster. Vid ombyggnaden tillkom nuvarande tresidiga kor. En omfattande restaurering 1939 under ledning av arkitekten Kurt von Schmalensee återställde kyrkan i det skick den hade i början av 1800-talet.
Vid en utgrävning i slutet av 1990-talet hittades i kyrkan en medeltida pax-tavla i valrossben.

## Inventarier
- Vid kyrkorummets norra väg finns predikstolen vars korg är från 1666. Vid restaureringen 1939 fick korgen sin ursprungliga färgsättning.
- I kyrkan finns två dopfuntar. Ena dopfunten av marmor är tillverkad år 1939 efter ritningar av Kurt von Schmalensee. Andra dopfunten i nyrokoko är tillverkad av trä år 1879 av Carl Gustaf Westell.
- Altaruppsatsen och altartavlan är gjorda 1804 av Pehr Hörberg. Altartavlans motiv är korsfästelsen.

### Orgel
- 1789 bygger Pehr Schiörlin en orgel med 9 stämmor.
- 1940 bygger Olof Hammarberg, Göteborg en pneumatisk orgel bakom fasaden från 1789.

| Huvudverk I      | Svällverk II   | Pedal       | Koppel    |
| Principal 8’     | Rörflöjt 8’    | Subbas 16’  | I/P       |
| Gedackt 8’       | Salicional 8’  | Gedakt 8’   | II/P      |
| Oktava 4’        | Principal 4’   | Koralbas 4' | II/I      |
| Rörflöjt 4’      | Flöjt 4’       |             | II 4'/I   |
| Rauschkvint 2 ch | Blockflöjt 2'  |             | II 16'/II |
| Trumpet 8'       | Larigot 1 1⁄3' |             | II 4'/P   |

## Bildgalleri

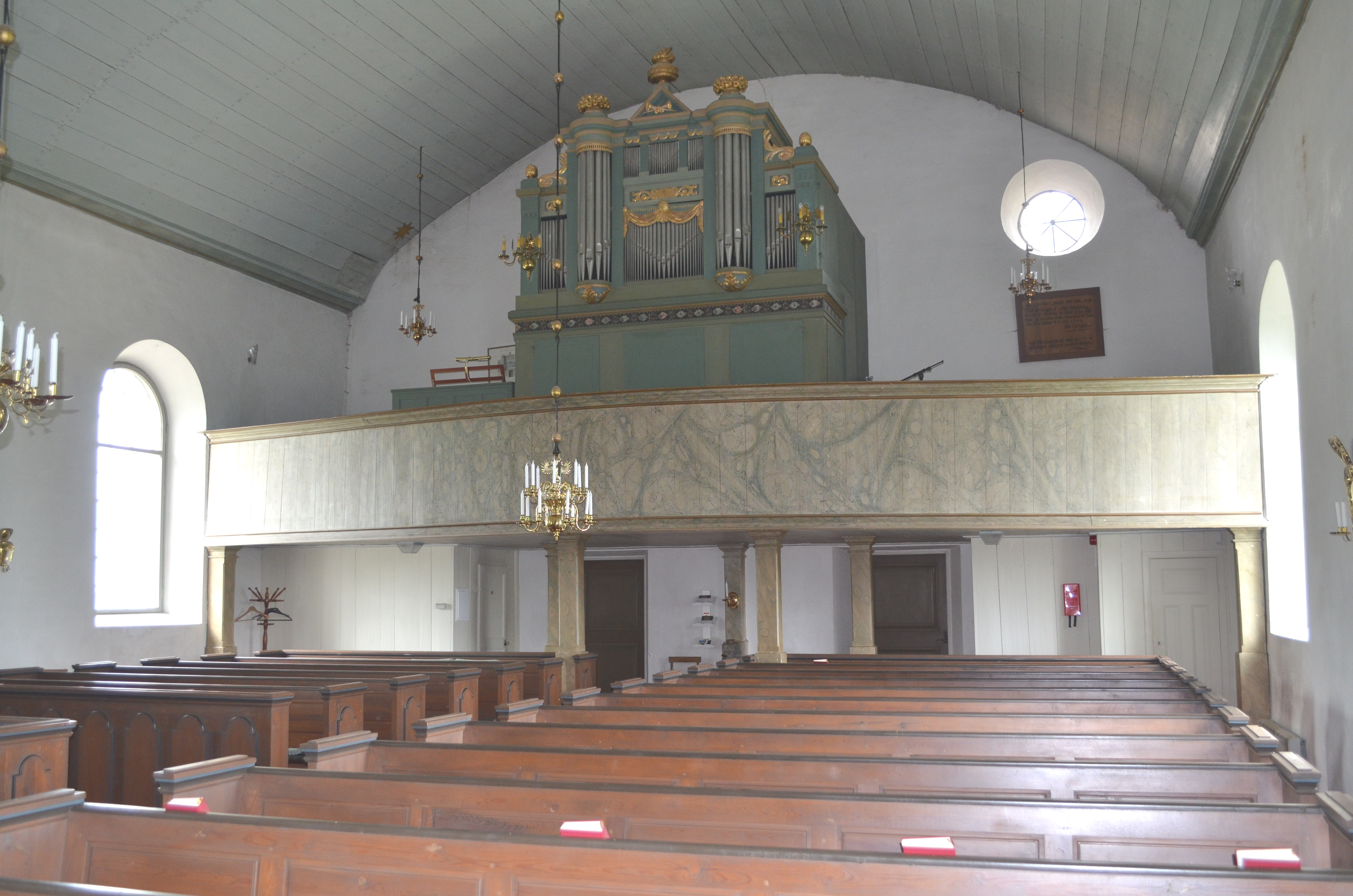
Lönsås kyrkas orgelläktare
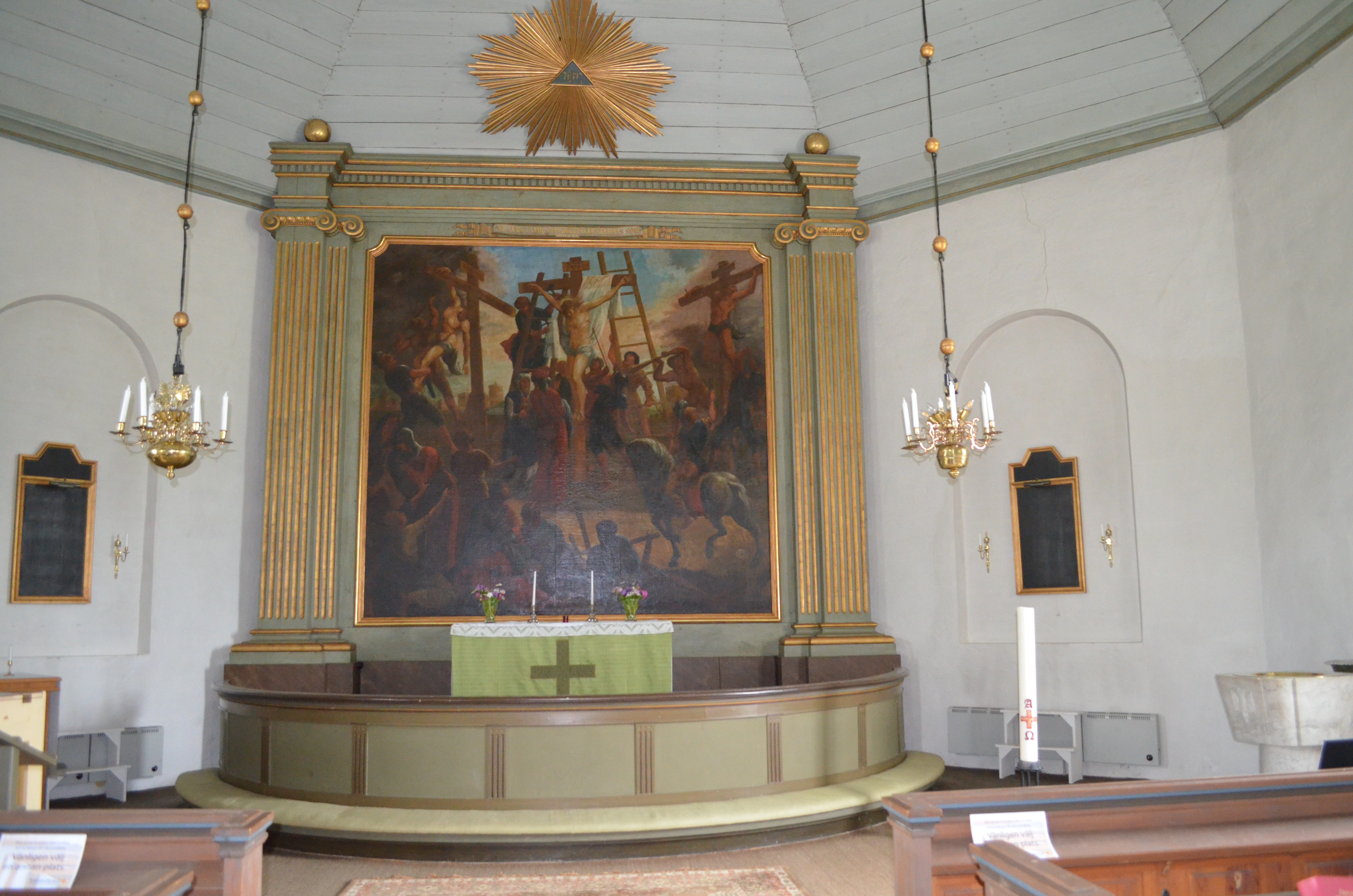
Lönsås kyrkas altare
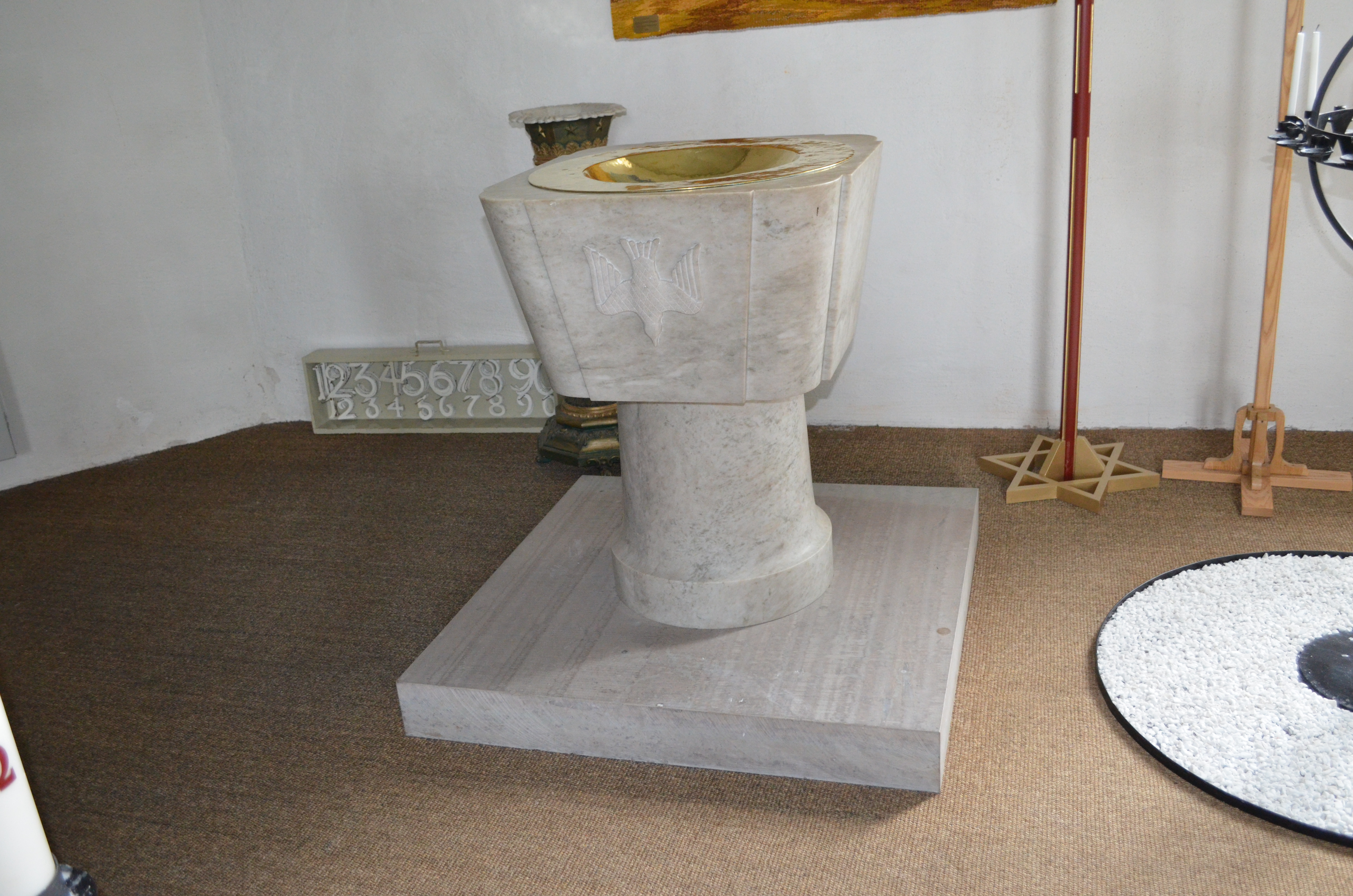
Lönsås kyrkas dopfunt
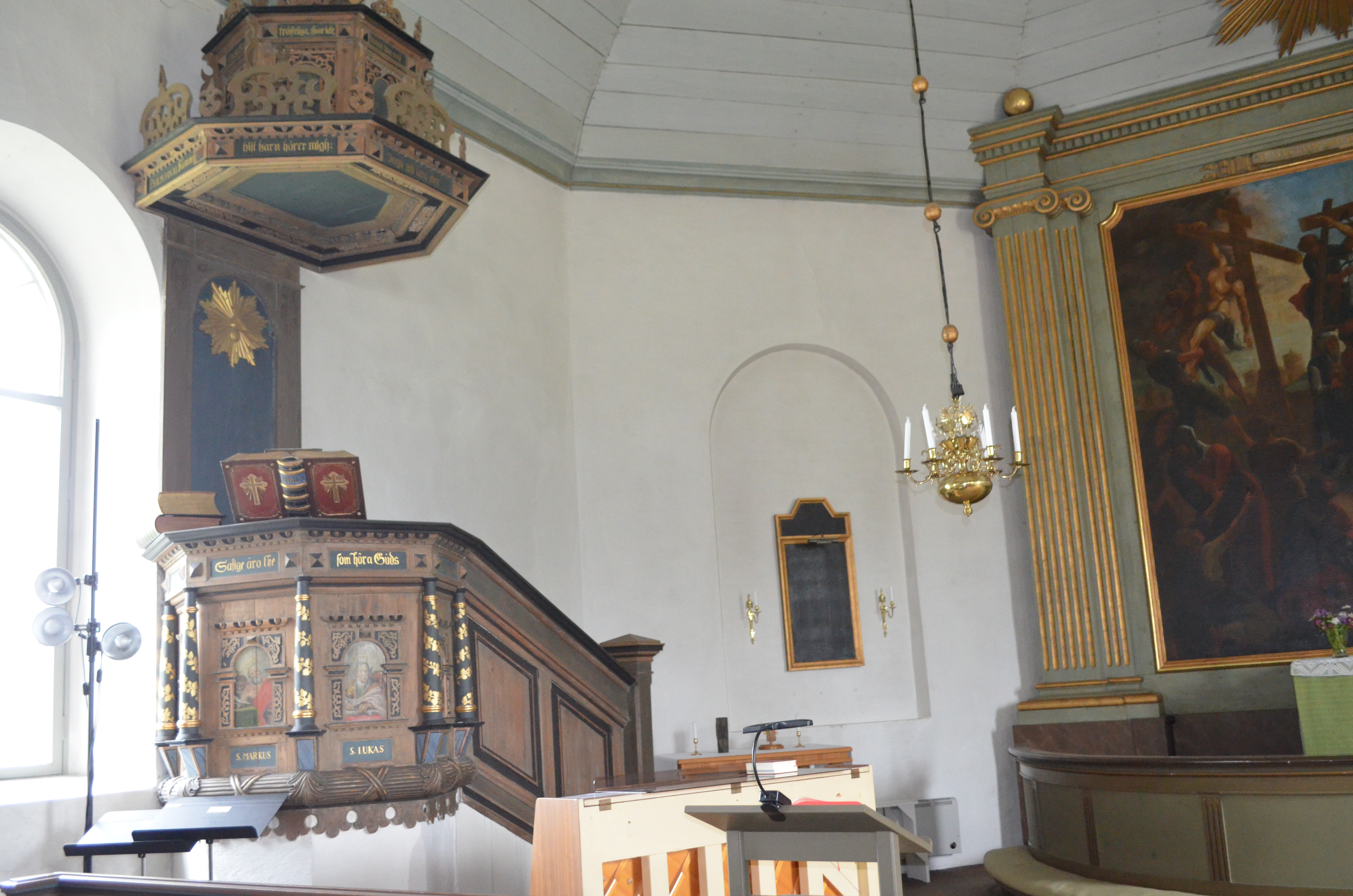
Lönsås kyrkas predikstol